# Rory Palmer
Rory Palmer (Worksop, 19 novembre 1981) è un politico britannico dei Partito Laburista ed europarlamentare dal 2017 al 2020.

## Biografia
Rory Palmer ha studiato alla Hartland Comprehensive School e all'Università di York, dove si è formato in politica sociale. È membro del Partito Laburista. Eletto consigliere di Leicester dal 2007, nel 2011 il sindaco Peter Soulsby lo ha nominato vice.
Alle elezioni europee del 2014 ha corso senza successo per il Parlamento europeo (in precedenza aveva corso per la Camera dei comuni nel 2010). Tuttavia, ha assunto il mandato di europarlamentare nella VIII legislatura nell'ottobre 2017 al posto di Glenis Willmott. Nel Parlamento europeo si è unito al Gruppo dell'Alleanza Progressista dei Socialisti e dei Democratici. Nel 2019 si è ricandidato.